# Rhipidura nigrocinnamomea
El abanico rojinegro (Rhipidura nigrocinnamomea) es una especie de ave paseriforme de la familia Rhipiduridae endémica de la isla de Mindanao, en el sur de las Filipinas.